# Olenivka, Mahdalînivka
Olenivka (în ucraineană Оленівка) este o comună în raionul Mahdalînivka, regiunea Dnipropetrovsk, Ucraina, formată numai din satul de reședință.

## Demografie
Componența lingvistică a satului Olenivka
     Ucraineană (91,24%)
     Rusă (5,12%)
     Alte limbi (0,56%)
Conform recensământului din 2001, majoritatea populației satului Olenivka era vorbitoare de ucraineană (91,24%), existând în minoritate și vorbitori de rusă (5,12%) și armeană (3,01%).